# 拌飯素

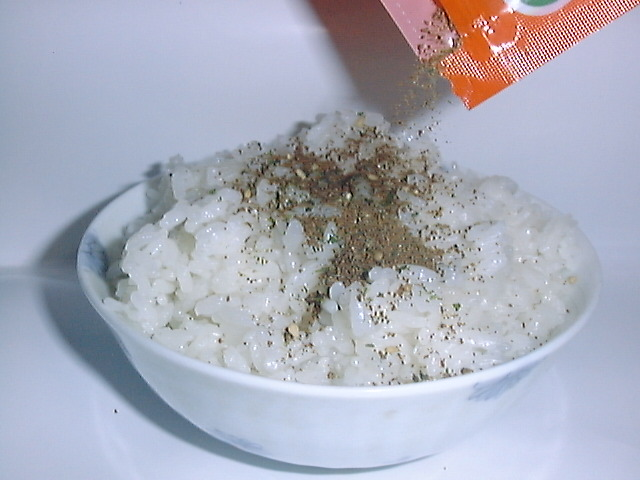
在一碗白飯加入飯素

拌飯素，簡稱飯素，是一種日本調味料，主要以海苔、鰹魚及芝麻為材料，把材料打碎成為粉末狀或粒狀，可供用於拌飯。飯素的使用甚為簡便，飯素可直接撒於白飯上，然後和白飯拌勻，為清淡的白飯增添風味。

## 歷史
飯素的歷史可追溯至鎌倉時代的日本，當時已有名為「廚事類記」的食譜提到把鰹魚片用於佐飯。到大正時期，有日本食品商生產預先包裝的飯素，雖然在當時是奢侈品，但後來仍在勞工階層普及。到二次大戰後，製造飯素的企業增加，包括日清食品在內的大型食品生產商都投入飯素的生產。

## 味道
現在，飯素有多種味道，除了常見的海苔、鰹魚及芝麻外，也有雞蛋、魚乾、梅乾、烤肉等作為材料，製造不同味道的飯素。白飯拌入飯素後，可以連配菜都不用就可以吃完一碗白飯。生產商為提升飯素的味道，除了用多種的食材製造不同風味的飯素，不少生產商還會在飯素加入鹽、味精或辣椒粉等調味料增添味道，但因此也產生食品添加劑的問題。由於飯素在潮濕環境容易變質，所以大多會加入防潮包，除了瓶裝的飯素外，也有不少飯素採用獨立包裝，方便使用者逐次開封使用，而開封後的飯素也應盡快食用。